# ドイツ語講座 (テレビ番組)
『ドイツ語講座 Deutsch macht spaß!』（ドイツごこうざ ドイチ マヒトゥ シュペァッス!）は、1976年4月から1990年3月までNHK教育テレビジョンで放送されたドイツ語の語学番組である。

## 概要
1976年度のNHK番組改定で、テレビの非英語系語学番組のフォーマットを統一するため、『やさしいドイツ語』を改題して始められた。
タイトル表記は2種類あり、オープニングではドイツ語のタイトルである『Deutsch macht spaß!』が中央からズームインして4:3の画面いっぱいに表示された。エンディングではその回のサブタイトル、出演者が紹介された後に『ドイツ語講座 ENDE NHK』と3段（ENDEを大きく強調）で表示された。
番組のテーマ曲はクリストフ・ヴィリバルト・グルック作曲の『精霊の踊り　オルフェオとエウリディーチェ より』を管楽器中心で演奏したもの。

## 放送時間
放送当時NHKは日付が変わる前にテレビジョン放送を止めるという原則があったことから、『大学講座』が終了となり再放送がその跡枠へと移動になってからは正味の放送時間が27分30秒に削られた。これは、23時57分30秒には“考える人”像で始まる放送終了告知を流さなければならなかったためで、本放送では終了後2分半の穴埋め環境映像が放送された。
- 1985・1987・1989年度
  - 本放送：月曜日 07:30 - 07:57.30
  - 再放送：火曜日 23:30 - 23:57.30　
木曜日と金曜日に前年度の再放送があった。
- 1986・1988年度
  - 本放送：木曜日 07:30 - 07:57.30
  - 再放送：金曜日 23:30 - 23:57.30　
月曜日と火曜日に前年度の再放送があった。
- 1984年度
  - 本放送：木曜日 06:30- 06:57.30
  - 再放送：金曜日 23:30- 23:57.30　
月曜日と火曜日に前年度の再放送があった。

## 各年度の出演者
- 1988・1989年度
  - 上田浩二
- 1984 - 1987年度
  - 関口一郎
- 1981年度
  - 小塩節
  - 早川東三
  - 柴田昌治
  - ヴェルナー・ヴェル
- 1980年度
  - 小塩節
  - 早川東三
  - ヴェルナー・ヴェル
- 1979年度
  - 小塩節
  - 中島悠爾
  - 早川東三
  - ヴェルナー・ヴェル
- 1977・1978年度
  - 小塩節
  - 中島悠爾
  - 早川東三
  - ミヒャエル・ミュンツァー
- 1976年度
  - 小塩節
  - 中島悠爾
  - ミヒャエル・ミュンツァー